# Tomosvaryella lyneborgi
Tomosvaryella lyneborgi är en tvåvingeart som först beskrevs av Ernest F. Coe 1969.  Tomosvaryella lyneborgi ingår i släktet Tomosvaryella och familjen ögonflugor. Inga underarter finns listade i Catalogue of Life.